# 芭芭拉·巴里
芭芭拉·巴里（英語：Barbara Barrie，1931年5月23日—），又译芭芭拉·蓓丽，女，美国演员。曾获得1964年戛纳电影节最佳女演员奖。